# بایتاککول
بایتاککول (به قزاقی: Baitakkol) یک دریاچه در قزاقستان است که در استان آق‌تپه واقع شده‌است.